# Málaga Gibralfaro
Málaga Gibralfaro, denominado también Parador de Málaga Gibralfaro,  es un parador nacional ubicado en el monte Gibralfaro, en la ciudad de Málaga, en las cercanías del Castillo de Gibralfaro y de la Alcazaba. 
Construido en 1948, y ampliado y reformado en 1993 y 1994, tiene 38 habitaciones, tres de las cuales son suites. Su decorado incluye tres obras del artista malagueño Picasso, una litografía, un aguafuerte y un grabado. Su restaurante es considerado uno de los mejores de la red de Paradores.

## Entorno
Desde la cima del Gibralfaro, el parador tiene vistas directas a la bahía y la ciudad de Málaga, y es, junto con el Parador Málaga Golf, uno de los dos paradores que forman parte de la red en Málaga capital. Gibralfaro forma parte de las estribaciones meridionales de los Montes de Málaga, cadena montañosa de la cordillera Penibética formada por materiales del complejo maláguide.

## Historia
La fortaleza o alcázar de Gibralfaro tiene su origen en los primeros asentamientos fenicios en la zona. El castillo queda protegido en el periodo de dominación andalusí por dos órdenes de muros torreados. A comienzos del siglo XX la nueva red de Paradores nacionales decide reformar los alrededores del antiguo castillo para crear un hotel.